# Haut les mains, salauds
Pour plus de détails, voir Fiche technique et Distribution.
Haut les mains, salauds (Giù le mani... carogna! (Django Story)) est un western spaghetti italien sorti en 1971, réalisé par Demofilo Fidani sous le pseudonyme  de Lucky Dickinson.

## Synopsis
Django, chasseur de primes, désormais âgé et claudiquant, entre dans une taverne de Black City. Il y rencontre le jeune Bill Hickock, un admirateur passionné qui connaît tout de son histoire. L'ambiance devient amicale, et Django, commence à raconter certaines de ses aventures, contre les frères mexicains Manuel et Paco Sanchez, contre l'irlandais Dean O'Neill (dit « Le Loup »), assassin responsable de la mort de ses frères. Ensuite, Django va affronter le malfaiteur Buck Bradley sur lequel il aura encore le dessus.

## Fiche technique
- Titre français : Haut les mains, salauds
- Titre original italien : Giù le mani... carogna! (Django Story)
- Genre : Western spaghetti
- Réalisation : Demofilo Fidani
- Scénario : Demofilo Fidani
- Production : Demofilo Fidani pour Tarquinia Cinematografica
- Photographie : Franco Villa
- Montage : Piera Bruni, Gianfranco Simoncelli
- Musique : Lallo Gori
- Décors : Demofilo Fidani
- Costumes : Osanna Guardini
- Maquillage : Corrado Blengini
- Année de sortie : 1971
- Durée : 84 min
- Pays :  Italie
- Distribution en Italie : Indipendenti Regionali
- Date de sortie en salle en France : 3 janvier 1974[1]

## Distribution
- Jack Betts (sous le pseudo de Hunt Powers) : Django
- Gordon Mitchell : Buck Bradley
- Jerry Ross : Bill Hickock
- Dino Strano (sous le pseudo de Dean Stratford) : Dean O'Neil
- Benito Pacifico (sous le pseudo de Dennys Colt) : Manuel / Paco Sanchez
- Luciano Conti (sous le pseudo de Lucky McMurray) : un tueur
- Celso Faria : Pedro
- Enzo Pulcrano (sous le pseudo de Paul Craine) : remplaçant de Paco Sanchez